# سارا پترسن
سارا پترسن (دانمارکی: Sara Petersen؛ زادهٔ ۹ آوریل ۱۹۸۷) یک ورزشکار دو و میدانی اهل دانمارک است. وی در مسابقات بین‌المللی در مجموع برندهٔ ۱ مدال طلا، ۱ مدال نقره شده‌است.